# Sorol
Das Atoll Sorol (veraltet auch: Philipinseln) liegt im Westen des Bundesstaats Yap der Föderierten Staaten von Mikronesien und gehört damit zur Inselgruppe der Karolinen im Pazifischen Ozean.

## Geographie
Das Atoll liegt 150 km südlich von Ulithi und 250 südöstlich der Hauptinsel von Yap.
Das langgestreckte Atoll misst 12,5 km von Ost nach West, und ist bis zu 3,5 km breit. Neun Inseln liegen entlang des nördlichen Saumriffs, nach anderen Angaben sogar 17, Auf dem ISS-Foto jedoch sind nur rund vier Inseln zu erkennen. Das kürzere südliche Saumriff liegt niedriger und ist schmäler als das nördliche und weist zwei Passagen in die Lagune auf. Die Lagune ist bis zu 45 Meter tief.
Die Gesamtfläche des Atolls beträgt 20 km², einschließlich der 7 km² großen Lagune. Die Landfläche der neun Inseln beträgt knapp einen Quadratkilometer. Sorol ist seit den frühen 1980er Jahren unbewohnt.
Unter anderem liegen folgende Inseln auf dem Saumriff, von West nach Ost:
- Bigelimol (8° 9′ 35″ N, 140° 20′ 48″ O)
- Bigeliwol (8° 9′ 18″ N, 140° 22′ 6″ O)
- Falewaidid (8° 8′ 58″ N, 140° 24′ 36″ O)
- Birara (8° 8′ 0″ N, 140° 24′ 0″ O)
- Sorol (8° 8′ 0″ N, 140° 24′ 39″ O)
- Bigelor (8° 7′ 17″ N, 140° 25′ 24″ O)

Nur die vier größten Inseln weisen Vegetation auf.

## Fauna
Bei einer Expedition im Jahre 2011 wurden auf dem Atoll 14 Reptilien-Arten gefunden:
- Schildkröten
  - Grüne Meeresschildkröte (Chelonia mydas (Linnaeus, 1758))
  - Echte Karettschildkröte (Eretmochelys imbricata (Linnaeus, 1766))
- Geckos
  - Gehyra insulensis (Girard)
  - Gehyra oceanica (Lesson)
  - Lepidodactylus lugubris-Artenkomplex (mit Lepidodactylus lugubris, Lepidodactylus moestus und einer bislang unbeschriebenen, zweigeschlechtigen Art)
- Skinke
  - Mangroven-Schlankskink (Emoia atrocostata (Lesson))
  - Emoia boettgeri (Sternfeld)
  - Emoia caeruleocauda (De Vis)
  - Emoia cyanura (Lesson)
  - Emoia impar (Werner)
  - Lamprolepis smaragdina (Lesson)
- Warane
  - Pazifikwaran (Varanus indicus (Daudin, 1802))

## Verwaltung
Sorol ist eine selbständige Gemeinde municipality, obwohl seine Bevölkerung in einigen statistischen Veröffentlichungen zusammen mit der von Fais nachgewiesen wird.